# Rachel Kohen-Kagan
Rachel Kohen-Kagan (hebrejsky: רחל כהן-כגן, rodným jménem Rachel Lubersky; 19. února 1888 – 15. října 1982) byla sionistická aktivistka a izraelská politička. Společně s Goldou Meyersonovou (později Golda Meirová) byla jednou ze dvou signatářek izraelské deklarace nezávislosti (celkem bylo 24 signatářů).

## Biografie
Narodila se v Oděse v carském Rusku (dnešní Ukrajina), kde později vystudovala univerzitu. Další vystudovala v Moskvě.
V roce 1919 podnikla aliju do mandátní Palestiny, kde se angažovala v Mezinárodní ženské sionistické organizaci (anglicky: Women's International Zionist Organization, WIZO). V roce 1932 byla jmenována předsedkyní komise pro sociální podporu při městské radě Haify a tuto funkci zastávala až do roku 1946.
V roce 1938 byla zvolena předsedkyní WIZO a začala se zajímat o politiku. V roce 1946 byla jmenována ředitelkou sociálního odboru Židovské národní rady. Byla členkou prozatímní státní rady (hebrejsky: Moecet ha-Am) a společně s Goldou Meyersonovou (později Golda Meirová) byly jediné dvě ženy, které podepsaly deklaraci nezávislosti.
V první volbách do Knesetu v roce 1949 získala WIZO jeden poslanecký mandát, který získala právě Rachel Kohen-Kagan. O poslanecký mandát přišla v následujících parlamentních volbách v roce 1951. Později vstoupila do Liberální strany a po volbách v roce 1961 se stala opět poslankyní Knesetu. Byla však jednou ze sedmi poslanců, kteří Liberální stranu opustili a založili Nezávislé liberály na protest proti plánovanému sloučení Liberální strany s Cherutem. V následujících volbách v roce 1965 o své křeslo přišla.
Měla dvě děti.